# Chabottes
Chabottes – miejscowość i gmina we Francji, w regionie Prowansja-Alpy-Lazurowe Wybrzeże, w departamencie Alpy Wysokie.

## Demografia
Według danych na rok 1990 gminę zamieszkiwało 518 osób, a gęstość zaludnienia wynosiła 52 osoby/km². W styczniu 2015 r. Chabottes zamieszkiwało 814 osób, przy gęstości zaludnienia wynoszącej 81,7 osób/km².